# Пшемисл II Пјаст
Пшемисл II (пољ. Przemysł, лат. Premyslas, Premislaus; Познањ, 14. октобар 1257 – Рогозно, 8. фебруар 1296) је био војвода Познања (1273–1296), Великопољске (1279–1296), Померелије (1294–1296), велики војвода Пољске (1290–1291) и први краљ Пољске (1295–1296) након дугог периода. Био је син Пшемисла I од Великопољске и Елизабете од Вроцлава. Од изузетног је значаја за пољску историју, јер је, крунисавши се за краља, обновио ту стару традицију у Пољској и на тај начин утро пут уједињењу Пољске под Владиславом I Кратким. Пшемисл је увео белог орла на црвеној позадини као грб Пољске, што је остао до дана данашњег.

## Порекло и туторство Болеслава Побожног
Пшемисл је рођен 14. октобра 1257. године у Познању, као син великопољског војводе Пшемисла I, праунука пољског великог војводе Мјешка III Старог, сина славног пољског владара Болеслава III Кривоустог. Његова мајка Елизабета од Вроцлава била је кћерка пољског великог војводе Хенрика II Побожног, који је пао у инвазији Монгола, у бици код Легнице 1241. год. Пошто му је отац умро непосредно пре рођења, о њему се бринуо стриц Болеслав Побожни, великопољски војвода и господар Калиша и Гњезна.
У ово доба Пољска је била у феудалном расулу, поприште беспоштедних и константних сукоба међу племићима већ више од сто година. У сукобе овакве природе био је неминовно укључен и Пшемисл. Већ 1272. године Пшемисл се сукобио са стрицем и био заробљен у Гњезну, али је убрзо успео побећи и измирити се са њим. Болеслав му је ускоро доделио да води поход против Бранденбурга. Уз помоћ Кашуба, можда и Барнима I Шчећинског, освојио је замак у Стшелце Крајењскје, а 30. маја без борбе и Дрезденко. Великопољска хроника овако описује овај догађај:
Његови људи, јако храбри и одважни, без икаквог оруђа приближили су се овом дворцу силовитом ватром, убрзо су га узели и мачем посекли готово све, осим неколицине које су витезови с муком успели да спасу као заробљенике поменутог господара. А кад су се враћали кући и већ су били у замку Влењ, обавестили су их да је било мало Немаца у замку Дрезденко, које су држали након што су га насиљем заузели. Приступ капији овог замка већ су заузели извесни Кашуби који су, служећи кнеза Болеслава, допловили бродом до замка и запалили једну капију. Када је господин чуо и размотрио такве гласине, [...] пришао је дворцу. А кад су ти витезови и народ почели да припремају опрему за опсаду, Немци су, плашећи се да су истих ствари које су се десиле и другима у Стшелцеу, затражили мир и, добивши га, предали замак овом господару [...], без борбе и проливања крви.
У мају 1273. године Пшемисл се оженио Лудгардом од Мекленбурга, кћерком мекленбуршког војводе Хајнриха I Ходочасника, а унуком Барнима I од Шчећина. Овим браком Пшемисл је ступио у савез са Мекленбургом и Западном Померанијом против Бранденбурга. 7. августа исте године Пшемисл од Болеслава Побожног добија Познањ да њим влада, али вероватно не као самостални господар. 22. августа учествује на сабору у Шимановицама, да би се убрзо потом побунио против стрица. Хронологија побуне није тачно утврђена.
Побунивши се 1. октобра 1273. год, млади кнез је већ првог дана био затворен у Гњезну. Захваљујући помоћи Петра Виниарчика, намесника Гњезна, побегао је 1274. или 1275. год. и преузео власт у Познању. Одатле је склопио савез са Хенриком IV Правим, војводом Вроцлава, против било ког човека и војводе Пољске (пољ. jakiemukolwiek człowiekowi i księciu Polski), осим Владислава Ополског и чешког краља Отакара II Пшемисла. Овај последњи поступак нагнао је Болеслава да преиспита свој однос према синовцу и да се измири с њим признавши му власт у Познању. Са друге стране, Пшемисл је одустао од савеза са вроцлавским војводом. Цео сукоб се завршио најкасније 1276. год. На окончање сукоба је можда утицао и бранденбуршки поход на Великопољску у коме је спаљен Познањ 1274. год.

## Војвода Познања
Као војвода Познања Пшемисл се још активније укључује у феудалне сукобе Пољске. Наиме, легнички војвода Болеслав II Рогати je 18. фебруара 1277. год. упао у резиденцију Хенрика Правог у Јелчу, заробио га и утамничио у Влењу, верујући да држећи га као таоца убедити његовог нећака да се повуче из одређених двораца, градова и округа. Међутим, против Болеслава се подигла читава коалиција феудалаца којој су приступили: Хенрик III Глоговски, Конрад II Мазовски, Пшемко Шћинавски и сам Пшемисл. Заједно са својим синовима, Болеслав је упао у земљу Вроцлава палећи и пустошећи. Поменуте војводе и грађани Вроцлава напали су га на пољу код Столеца, 24. априла. Две стране су се бориле готово до уништења, јер ниједна од њих није хтела напустити бојно поље. Побојавши се пропасти, легнички војвода је напустио битку, међутим, његов син Хенрик V Дебели је са толико срчаности преузео вођство и уз велике губитке успео да избори победу. Крваво плативши победу, легничка војска се потом повукла, водећи са собом Пшемисла са својим витезовима као заробљенике. Познањски војвода није остао дуго у заробљеништву, већ 22. маја заслугама Болеслава Побожног пуштен је на слободу.
У септембру 1277. одржан је конгрес између пољских феудалаца и чешког краља Отакара II Пшемисла у Опави. Није познато ко су тачно били учесници, али се претпоставља да је међу њима био и Пшемисл. На конгресу је договорена кооперација чешких и пољских трупа против снага краља Римљана Рудолфа I Хабзбуршког. Пшемисл није учествовао у коначној бици, која се одиграла на Моравском пољу, јер се зна да се два дана пред битку налазио на конгресу у Лонду, 24. августа 1278. год. Међутим, у бици су суделовале његове трупе. 
Иако су Болеслав Побожни и он имали различите погледе на пружање помоћи краљу Бохемије, задржали су добре односе. То доказује њихов конгрес у Побјеђиској 13. јануара 1278. год. Дана 24. августа, помажући стрицу, посредовао је да Лешко II Црни, војвода Сјерадза, врати Иновроцлав свом брату Зимомислу, који се потом обавезао да ће се уздржати од подршке немачким витезовима и Тевтонском реду. На тај начин решен је један од многих феудалних сукоба који су слабили моћ пољске државе.

## Војвода Великопољске

### Постаје војвода
Дана 14. априла 1279. год. Болеслав Побожни је умро, а Пшемисл је добио кнежевине Калиш и Гњезно, завладавши на тај начин читавом Великопољском. Како наводи Јан Длугош:
Кнез Калиша, Болеслав Побожни, владар великог срца и ватрени патриота, добио је грозницу и срушио се. Када је осетио да се болест из дана у дан погоршава, назвао је свог рођеног синовца, познањског кнеза Пшемисла и поверио му кнежевину Калиш, његову супругу Хелену и три ћерке рођене од ње: Јадвигу, Елизабету и Ану. Пошто је коначно побожно примио све тајне, он умире у замку Калиш у петак, 7. априла. Одведен је у Познањ и уз свечано учешће синовца кнеза Пшемисла, сахрањен је у катедрали, у гробници својих очева. Након његове смрти, кнез Познања, Пшемисл, постао је наследник у кнежевини Калиш, који је, стекавши власт над читавом Великопољском, пустио удовицу кнеза Калиша Болеслава Побожног и његове кћери, дарујући им новац и богат мираз.

### Наследник Померелије
Пшемисл се у августу 1281. године налазио на састанку са источно-померанским војводом Мстивојем II у Лубину. После дугих преговора двојица војвода склопила су 15. фебруара 1282. год. споразум у Кемпну, по којем је Мстивој оставља Источну Померанију, односно Померелију, Пшемислу после своје смрти. Оливска хроника говори:
Мстивој [...] и Бог је праведног наследника лишио његове породице, као да је недостојан, иако је у другим био довољно вредан. Из тог разлога је за живота за свог наследника поставио господина Пшемисла, пољског кнеза [...]
Овакво поступање померанијског војводе била је природна реакција на агресију Тевтонаца и Бранденбуржана, његових непријатеља. На тај начин пољски непријатељи допринели су сабирању пољских земаља и њиховом каснијем уједињавању.
Пшемисл је на овај начин добио пуно право да се меша у питања Помераније. Током 1284. године он је подржао Данску и Бранденбург против Западне Помераније и Ригена. Зато се у 19. фебруара 1284. године састао у Сјерадзу са великим војводом Пољске Лешком II Црним, да договоре заједничке операције. Међутим, како је мир ускоро наступио, војвода није суделовао у сукобу, али је бар додатно поправио односе са великим војводом. После релативног неуспеха, уследио је велики успех. Дана 13. септембра 1284. год. на померанијско-великопољском сабору у Наклом, шљахта Померелије је потврдила великопољског војводу за наследника. На тај начин Пшемисл је постао неоспорни наследник овог војводства.
Осигуравши своје право од потенцијалних унутрашњих непријатеља, требало га је осигурати и од спољних непријатеља. Стога су се 23. новембра 1287. године Пшемисл, Мствој II и Богуслав IV од Шчећина састали у Слупску. Тројица војвода су овде склопила савез против Бранденбурга, а зарад чвршћег савезништва Пшемисл је признао Богуслава својим наследником у Померелији уколико би умро без деце. Дана 13. маја 1288. год. на конгресу у Вишогроду је савез између Пшемисла и Мстивоја на коме је великопољски војвода, у замену за каштеланију вишегродску без Сероцка, померанском војводи дао Скшино код Опочног у земљи сандомјежкој, посед претходно добијен разменом са познањском бискупијом. На овај начин је савез са између двојице војвода додатно учвршћен. Од 24. до 26. августа Пшемисл је присуствовао на венчању војводе Мствоја са померелијском племкињом Сулиславом у Слупску.

### Сукоби са Хенриком Правим
Почетком фебруара 1282. године Пшемисл је учествовао на конгресу кнежева у Сондовелу на реци Барич, који је сазвао Хенрик Прави. Идеја вроцлавског војводе се тицала решавање територијалних спорова, али на мало неконвенционалан начин. Дана 9. фебруара учесници овог скупа су били заробљени и одведени у Вроцлав, а да би изашли из ропства морали су се договорити с војводом о условима ослобођења. Као услов ослобођења, Пшемисл је морао предати каштеланију Руда, у земљи вјелуњској, за коју је Хенрик тврдио да је погрешно одузета његовим прецима. Великопољски војвода је пуштен на слободу 3. марта.
Током 1283. год. Пшемисл је напао Хенрика Правог да би повратио област Руда, што му је и пошло за руком током 1284. године. Међутим, убрзо је уследио нови рат са Хенриком, који ближе описује Траски годишњак. Почетком јесени 1284. год. великопољски племић Сендзивој Заремба издаје Пшемисла, осваја Калиш и Руду и предаје их Хенрику Правом. Пшемисл је с великом војском пошао под Калиш, али није успео да поврати град и повукао се услед великих губитака. Нерасположено за борбу, великопољско племство га је приморало да преговара. Као резултат преговора са вроцлавским војводом, Пшемисл је морао предати Олобок и Руду у замену за Калиш. Следеће године браћа Сендзевој и Бенјамин Заремба били су заробљени.
Дана 2. фебруара 1285. год. великопољски војвода је сазвао сабор кнежева у Познању. Пошто се сабор збио непосредно пошто је надбискуп Гњезна бацио анатему на Хенрика Правог, могуће је да је био уперен против војводе Вроцлава. Тада или раније Пшемисл је Зимомислу Иновроцлавском предао источни део каштеланије Бидгошч са Пакошћем, вероватно да га придобије за рат против Хенрика од Вроцлава. Дана 15. августа исте године Пшемисл се у Сулејову састао са Зимомислом и Владиславом I Кратким, војводом Кујавије, где је покушао да их одговори од сукоба са великим војводом Лешком II Црним. Пшемислови односи са Владиславом су од раније били добри, још од кад му је предао Крушвицу и Рађејов 1282. год.
Изазвани Хенриковим пређашњим поступцима, нарочито тиме што је да би вратио Калиш, коју је добио вероломством, тражио надокнаду у дворцу Олобоку са његовом околином, великопољски витезови су кренули у освету. Дана 14. јуна 1287. год. без знања свог војводе су опсели Олобок и без већих губитака вратили ово место под окриље Великопољске. Хенрик је потом послао изасланике војводи Пшемислу захтевајући да му се врати дворац и пошто је био одбијен одустао је од борбе у нади да ће једног дана осветити своју штету триком, а не оружјем. Можда током те године, најкасније 9. јула 1288. године, Пшемисл је под своју власт вратио каштеланију Руда.
Дана 16. јула 1288. год. Пшемисл је посетио тешко болесног великог војводу Пољске у Кракову, али детаљи њиховог састанка нису познати. 30. септембра, Лешко II Црни је умро. Пошто није имао деце сазван је сабор племства на коме је требало изабрати његовог наследника. Не поштујући и не признајући сабор, Хенрик је одлучио да преузме питање Лешковог наследника у своје руке. Користећи неодлучност племства, вроцлавски војвода је те јесени освојио Краков и прогласио се за великог војводу Пољске.
Током 1289. године део пољског племства је образовао коалицију против новог сизерена. Дана 23. априла 1289. год. Пшемисл се састао у Бжешћу Кујавском са Владиславом Кратким, да изглади односе с њим и да се договори око заједничке борбе. Пред надмоћним непријатељима, Хенрик се морао повући из Кракова, али га је убрзо поново повратио пошто је склопио примирје са Пшемислом.

### Унутрашња политика
Својом политиком Пшемисл је допринео политичко-економском јачању Великопољске, придавајући велику важност развоју градова и посветивши се развоју судског система. Великопољска је за време његове владавине централизована и консолидована, са великим предусловима за економски напредак, постигнутим оснивањем градова. Служећи се Магдебуршким законом, војводиним посебним указом 1280. године Рогозно је постао град, док је 11. јуна 1282. год. то постао и Калиш, у коме се 6. јуна исте године почела градити прва болница. Користећи исти закон, 2. октобра 1283. у Калишу је основао виши суд, који је имао у надлежности целу јужну Великопољску.
Пшемисл је посебну пажњу посветио грађењу доброг односа са црквом. Већ 1279. год. његовом заслугом почео се градити клариски манастир у Гњезну и доминикански манастир у Вронкију. Дана 2. августа 1284. Пшемисл је потврдио привилегије цркве у Гњезну, омогућивши надбискупу Гњезна да кове свој новац. Црква му је од тада била важан савезник, нарочито у борби против бескрупулозног вроцлавског војводе. 28. децембра 1287. год. Пшемисл је, боравећи у Гњезну, дао значајне привилегије бискупу Конраду и његовој катедрали Лубуш, ослободивши их пореза и других обавеза према њему.

## Успон до краљевске титуле

### Велики војвода Пољске
Предосећајући своју скору смрт, а немајући деце, Хенрик IV је почетком 1290. год. завештао војводство Вроцлав свом брату од стрица Хенрику III Глоговском, а Краков и Сандомјеж Пшемислу. Ова друга одлука Хенрика IV нарочито је изненађујућа, пошто су Пшемисл и он били противници. Са друге стране, треба имати у виду да су двојица војвода били у блиском сродству, Пшемисл је био Хенриков брат од тетке, тако да је из тог угла избор великопољског војводе за наследника више него логичан. Хенрик је умро 23. јуна, а Пшемисл је 25. јула ушао у Краков.
Пшемислова моћ као великог војводе Пољске била је и више него ограничена, пошто су већину територија Малопољске приграбили други племићи, користећи смрт свог непријатеља Хенрика IV. Његову смрт нарочито се искористио Владислав Кратки, који је посео Сандомјеж и места око Кракова. Не желећи да се сукобљава с њим, нови велики војвода није помињао Сандомјеж у својим титулама. Пшемисл се врло кратко задржао У Кракову. Једна од његових ретких одлука током боравка тамо била је потврда градских привилегија Вјеличкој, које јој је 1289. год. доделио Хенрик IV.
Свестан да ће врло тешко моћи да се одржи у Кракову, у коме није ни био сигуран, Пшемисл већ 12. септембра напушта град поневши са собом краљевске крунидбене ознаке Болеслава II Смелог. Да се није са благонаклоношћу гледало на овакав његов поступак показује запис из чешке Збраславске хронике:
С којим правом се усудио присвојити диадему пољску, која је у Кракову била од памтивека?
Његовим одласком је своја права на пољски престо истакао чешки краљ Вацлав II Пшемисл, стекавши мноштво присталица у Пољској. Неодлучан око тога шта треба да учини, великопољски војвода је у октобру сазвао сабор у Гњезну, на коме су учествовали и племићи и црква. У оквиру сабора, 23. октобра се састао са Мстивојем II. Вероватно да би се осигурао, велики војвода је склопио савез са Хенриком Глоговским, кога је прогласио и за свог наследника у Великопољској ако умре без порода, предавши му град Всхову.
Сматрајући да је борба излишна или проценивши да би у истој изгубио, Пшемисл је одлучио да преговара са Вацлавом и да му на неки начин прода своје достојанство великог војводе. Преговори, вођени у Прагу, уследили су 15. новембра 1290. или најкасније 5. јануара 1291. године. Двојица владара су се успела споразумети. Кујавски годишњак говори да краљ Бохемије:
...надмудривши га и подмићујући га новцем, лукавством и обманом изазвао је његову оставку, постигавши за себе пуни посед.
Пшемисл је 6. јануара или 7. фебруара 1291. год. дефинитивно одустао од власти у Кракову, у који су 10. априла умарширале трупе чешког краља предвођене бискупом Бамберга.

### Постаје војвода Померелије
Изгубивши власт у Кракову Пшемисл је дао све од себе да сачува своје наследно право у Померелији. С тим циљем састао се 1. или 20. августа 1291. год. са Мстивојем и Богуславом IV од Шћећина у Наклоу. Тројица војвода су потврдили одлуке Слупског конгреса из 1287. године, а померелијски витезови су му се још једном заклели на верност. Вероватно да би одржао мир на југу, Пшемисл се 29. септембра 1292. године састао са краљем Вацлавом, који је опседао Владислава Кратког и Казимира II од Ленчице у Сјерадзу. Међутим, како је утицај Бохемије био забрињавајућ, а германизација узела маха, надбискуп Гњезна Јакуб Свинка је сазвао конгрес у Калишу. На том састанку, који је трајао од 7. до 12. јануара 1293. године, образована је коалиција против чешког краља у коју су поред надбискупа ушли и Пшемисл, Владислав Кратки и Казимир од Ленчице. Пшемисл је тада прогласио Кратког за свог наследника у Великопољској, ако умре без мушког наследника.
Осигуравши се на југу, великопољски војвода се окренуо питањима Померелије. У априлу 1294. год. састао се са Мстивојем у Гњезну, поводом прославе у част Св. Адалберта Прашког. 14. и 15. јуна налазио се конгресу с њим у Слупску, да би се 2. или 3. октобра поново вратио у Померелију на вест о тешкој болести њеног војводе. После Мстивојеве смрти 25. децембра, Пшемисл је без проблема преузео власт у војводству. Оливска хроника бележи следеће:
Коначно, након Мстивојеве смрти, године нашег Господа 1295, 25. децембра, а након што је сахрањен у Оливи, поменути кнез Пшемисл, стигавши у Гдањск и преузевши кнежевину читаве Помераније, дрвеним утврђењем осигурао је град Гдањск.

### Краљ Пољске
Вероватно током 1294. год. Пшемисл је преговарао с папом о условима крунисања за краља. Било како било, великопољски војвода се 26. јуна 1295. год. крунисао за краља. За такав чин није му био неопходан пристанак папе, јер је Пољска била краљевина од раније. Крунисање су му омогућили његови добри односи са црквом, што је и разлог због кога Хенрик IV није узео краљевску титулу. Како папство у томе тренутку није било под страним утицајима, под каквим се налазило нарочито у XIV веку, нико од световних владара није могао да тражи уступке да би то крунисање било одобрено. Остало је само логично незадовољство чешког краља, које се ограничило само на дипломатске протесте. Пшемисл и његова супруга, трећа по реду, Маргарета од Бранденбурга, крунисани су у катедрали у Гњезну. Великопољски анали само кратко описују чин:
Стога је године нашег Господа 1295. године, на дан светих мученика Јована и Павла, господин Јакуб Други, надбискуп, краља Пшемисла уљима светим помазао и крунисаo са његовом женом у цркви метрополитској у Гњезну.
Пошто је познато да други Пјастови нису присуствовали крунисању, поставља се питање о домену Пшемисловог краљевства. Јасно је да је његова власт била ограничена за Великопољску и Померелију, због чега га неке хронике и историчари називају краљем Калиша, односно краљем Великопољске. Међутим, Пшемисл је себе сматрао краљем Пољске и намеравао је овим крунисањем обновити стару Пољску краљевину, пошто покори племиће који су га оспоравали. Вероватно се са тим циљем састао са Владиславом Кратким у Гњезну од 25. до 28. децембра 1295. год. Циљ њиховог састанка остаје непознат, али се претпоставља да је требало бити уперен против Малопољске, где је Пшемисл настојао обновити своју власт, или Бранденбурга, који није гледао благонаклоно на његово присвајање Померелије.

## Смрт
Од почетка 1296. год. Пшемисл је обилазио своје поседе. 25. јануара налазио се у Познању, где је почео градити доминикански манастир, а почетком фебруара је дошао у Рогозно на карневал уочи почетка Великог поста. Великопољски анали бележе да су, желећи на неки начин да му напакосте пошто се крунисао за краља, бранденбуршки маркгроф Отон V, други Отон и маркгроф Јан, рођак поменутог краља, послали бројне наоружане људе да га отму. Бранденбуршки плаћеници су ушли у град 8. фебруара, успели да победе малоборојне Пшемислове стражаре, у борби у којој је и сам краљ био тешко рањен, и да га заробе. Међутим, услед губитка крви, пољски краљ није могао остати у седлу. Крећући се преспоро, у страху од потере, плаћеници су убили краља и оставили његово тело у селу Серњики. Великопољски анали овако бележе његову смрт:
Такав окрутни краљев затвор није им био довољан, јер им није било згодно да га одведу у своју земљу, страховито су га мучили и дали му сурову смрт.
Колбацки анали из XIV века наводе да је Пшемиславов убица био витез Јакуб Кашуба, вероватно Померанац из породице Гинтерсберг.
Пољски краљ је сахрањен у катедрали у Познању, у краљевској капели подигнутој посебно за ту намену. Сахрањен је поред своје друге супруге Ричезе Шведске, која му је подарила једино дете. Јанко из Чарнкова наводи да необични догађај, који се збио на гробу Пшемисла II 23. марта 1371. године:
...гром је ударио у врх крста на десној кули катедрале у Познању и уништио крај угла ове куле. Гром је направио рупу на своду краљевске капеле и разбио портрете краља Пшемисла и краљице окачене на зид.

## Последице и наслеђе
Смрт Пшемисла II, која је значила и изумирање лозе великопољских Пјастова, сигурно је изненадила све његове суседе. Око његових поседа наступио је рат између Владислава Кратког и Хенрика Глоговског, јер је обојици војвода била обећана Великопољска. Рат између њих кратко је трајао и већ 10. марта 1296. год. двојица војвода су споразумом у Кшивињу поделили поседе покојног краља. По споразуму Владислав је добио Калиш, Познањ са његовом облашћу и Померелију, док је Хенрик завладао југозападном територијом Великопољске од Нотећа до Дрезденка. Да додатно учврсти мир, Владислав је усвојио Хенриковог сина Хенрика IV Верног, обавезавши се да ће му предати Познањ када постане пунолетан. Добивши споразумом Померелију, Кратки је морао да се споразуме са Лешком Иновроцлавским, који је пошто је био позван да преузме власт у том војводству, већ посео Слупск и Славно. 25. маја или 9. јуна Лешко се повукао из Померелије у замену за Вишогрод. На овај начин, Владислав Кратки успео је да спречи цепање Великопољске и Померелије међу бројним пољским племством, одбранивши ове земље и од страних завојевача, пре свега Бранденбурга.
Пшемислово крунисање за краља оживело је заборављену традицију и поставило темеље уједињењу Пољске почетком XIV века управо под Владиславом Кратким. Пре њега ће тако нешто покушати чешки краљ Вацлав II, већ 1300. год. прогласивши се за краља Пољске. Вацлав се 25. маја 1303. год. у Прагу оженио Елизабетом Ричезом, кћерком Пшемисла II, не би ли тако учврстио своју власт над Пољском. Међутим, његова безобзирност оличена у претераној германизацији Пољске изазивала је побуне и велико незадовољство. Затим, његова прерана смрт 1305. године, па потом и његовог истоименог сина 1306. год, уништиле су његово дело. Као најмоћнији међу племством, Владислав Кратки је преузео одлучујућу улогу у потискивању страних фактора са пољске земље, Бранденбурга и Тевтонаца на првом месту, добивши 1320. год. титулу краља.
Грб са белим орлом на црвеној позадини, који је Пшемисл користио, постао је универзални грб Пјастова. Тај грб је био основа за све касније грбове пољске државе, па и данашњег грба. Пшемисл је узимањем овог грба, дефинитивно 1295. године, оживео традицију која је била заборављена после Болеслава I Храброг, а која се приписује још првом пољском легендарном владару Леху.
Јан Длугош је са нарочитим одушевљењем и похвалом описао значај Пшемисла II:
Био је то човек кога би пољски народ требало да хвали и велича кроз све наредне генерације и векове са највећом похвалом као онај који је подигао овај разорени и немоћни народ и учинио га господаром суседних земаља. Први му је улио виталност која је требала да обезбеди његов просперитет током многих векова, и дала је светлост за таму, слободу за ропство, и претворила тугу у радост.

## Брак и породица
У мају 1273. године Пшемисл се оженио Лудгардом од Мекленбурга, кћерком мекленбуршког војводе Хајнриха I Ходочасника, а унуком Барнима I од Шчећина. Великопољска хроника описује овај догађај:
Године нашег Господа 1273. године, племићки господар Пшемисл, син покојног кнеза Пшемисла, ушао је у Славију, земљу кнеза Барнима, да види девицу, кћер принца по имену Хенрик од Вишомјежа, рођеног од ћерке кнеза Барнима (и стога ју је кнез задржао код себе јер му је била блиска). А кад ју је видео, свидела му се њена личност. И тамо, у земљи поменутог кнеза Барнима, у граду Шчећину, узе је за жену.
Почетком децембра 1283. године, Лудгарда је умрла. Сваки извор из тог периода понаособ доноси различиту верзију и није могуће утврдити ни место ни узрок њене смрти. Иако ју је оплакао и ожалио, сумња се да је Пшемисл наредио да је убију пошто му ни после десет година брака није подарила наследника. Пшемисл се касније оженио Ричезом Бјалбо, кћерком свргнутог шведског краља Валдемара Биргерсона. Брак је склопљен у Нићепингу 11. октобра 1285. године у одсуству младожење, кога је заступао познањски нотариус Тилон.
Дана 1. септембра 1288. год. у Познању, Ричеза је Пшемислу родила прво и испоставиће се једино дете, кћер Ричезу Елизабету. Ричези се после тога губи траг у историји. Није познато када је умрла, али се њена смрт збила сигурно пре 19. априла 1293. год. 23. априла те године Пшемисл се оженио Маргаретом, кћерком бранденбуршког маркгрофа Албрехта III.
Елизабета Ричеза се 1303. год. удала за чешког краља Вацлава II и била краљица Бохемије и Пољске до његове смрти 1305. године. Родила му је кћерку Агнес, касније супругу војводе Хенрика I од Јавора. 1306. године, удовица краља Вацлава II се удала за новог чешког краља Рудолфа I.

## Породично стабло
| \| \| \| \| \| \| \| \| \| \| \| \| \| \| 16. Мјешко III Пјаст, велики војвода Пољске \| \| \| \| \| \| \| \| \| \| \| \| \| \| \| \| \| \| \| \| \| \| \| \| \| \| \| \| \| \| \| \| \| \| \| \| \| \| \| \| \| \| \| \| \| \| \| \| \| \| \| \| \| \| \| \| \| \| \| \| 8. Одон од Познања[10] \| \| \| \| \| \| \| \| \| \| \| \| \| \| \| \| \| \| \| \| \| \| \| \| \| \| \| \| \| \| \| \| \| \| \| \| \| \| \| \| \| \| \| \| \| \| \| \| \| \| \| \| \| \| \| \| \| \| \| \| \| \| \| \| \| \| \| \| \| \| \| \| 17. Елизабета Угарска \| \| \| \| \| \| \| \| \| \| \| \| \| \| \| \| \| \| \| \| \| \| \| \| \| \| \| \| \| \| \| \| \| \| \| \| \| \| \| \| \| \| \| \| \| \| \| \| \| \| \| \| \| \| \| \| \| \| \| \| \| \| \| \| \| \| \| \| \| \| \| \| 4. Владислав Одонић,[10] војвода Великопољске \| \| \| \| \| \| \| \| \| \| \| \| \| \| \| \| \| \| \| \| \| \| \| \| \| \| \| \| \| \| \| \| \| \| \| \| \| \| \| \| \| \| \| \| \| \| \| \| \| \| \| \| \| \| \| \| \| \| \| \| \| \| \| \| \| \| \| \| \| \| \| \| 18. Јарослав, кнез Халича \| \| \| \| \| \| \| \| \| \| \| \| \| \| \| \| \| \| \| \| \| \| \| \| \| \| \| \| \| \| \| \| \| \| \| \| \| \| \| \| \| \| \| \| \| \| \| \| \| \| \| \| \| \| \| \| \| \| \| \| \| \| \| \| \| \| \| \| \| \| \| \| 9. Вјачеслава од Халича[10] \| \| \| \| \| \| \| \| \| \| \| \| \| \| \| \| \| \| \| \| \| \| \| \| \| \| \| \| \| \| \| \| \| \| \| \| \| \| \| \| \| \| \| \| \| \| \| \| \| \| \| \| \| \| \| \| \| \| \| \| \| \| \| \| \| \| \| \| \| \| \| \| 19. Олга од Кијева \| \| \| \| \| \| \| \| \| \| \| \| \| \| \| \| \| \| \| \| \| \| \| \| \| \| \| \| \| \| \| \| \| \| \| \| \| \| \| \| \| \| \| \| \| \| \| \| \| \| \| \| \| \| \| \| \| \| \| \| \| \| \| \| \| \| \| \| \| \| \| \| 2. Пшемисл I, војвода Великопољске \| \| \| \| \| \| \| \| \| \| \| \| \| \| \| \| \| \| \| \| \| \| \| \| \| \| \| \| \| \| \| \| \| \| \| \| \| \| \| \| \| \| \| \| \| \| \| \| \| \| \| \| \| \| \| \| \| \| \| \| \| \| \| \| \| \| \| \| \| \| \| \| 20. Собјеслав I, војвода од Помераније \| \| \| \| \| \| \| \| \| \| \| \| \| \| \| \| \| \| \| \| \| \| \| \| \| \| \| \| \| \| \| \| \| \| \| \| \| \| \| \| \| \| \| \| \| \| \| \| \| \| \| \| \| \| \| \| \| \| \| \| \| \| \| \| \| \| \| \| \| \| \| \| 10. Мстивој I,[10] војвода од Помераније \| \| \| \| \| \| \| \| \| \| \| \| \| \| \| \| \| \| \| \| \| \| \| \| \| \| \| \| \| \| \| \| \| \| \| \| \| \| \| \| \| \| \| \| \| \| \| \| \| \| \| \| \| \| \| \| \| \| \| \| \| \| \| \| \| \| \| \| \| \| \| \| 21. Мирослава \| \| \| \| \| \| \| \| \| \| \| \| \| \| \| \| \| \| \| \| \| \| \| \| \| \| \| \| \| \| \| \| \| \| \| \| \| \| \| \| \| \| \| \| \| \| \| \| \| \| \| \| \| \| \| \| \| \| \| \| \| \| \| \| \| \| \| \| \| \| \| \| 5. Јадвига[10] \| \| \| \| \| \| \| \| \| \| \| \| \| \| \| \| \| \| \| \| \| \| \| \| \| \| \| \| \| \| \| \| \| \| \| \| \| \| \| \| \| \| \| \| \| \| \| \| \| \| \| \| \| \| \| \| \| \| \| \| \| \| \| \| \| \| \| \| \| \| \| \| 22. Мјешко III Пјаст, велики војвода Пољске \| \| \| \| \| \| \| \| \| \| \| \| \| \| \| \| \| \| \| \| \| \| \| \| \| \| \| \| \| \| \| \| \| \| \| \| \| \| \| \| \| \| \| \| \| \| \| \| \| \| \| \| \| \| \| \| \| \| \| \| \| \| \| \| \| \| \| \| \| \| \| \| 11. Звинаслава Великопољска[11] \| \| \| \| \| \| \| \| \| \| \| \| \| \| \| \| \| \| \| \| \| \| \| \| \| \| \| \| \| \| \| \| \| \| \| \| \| \| \| \| \| \| \| \| \| \| \| \| \| \| \| \| \| \| \| \| \| \| \| \| \| \| \| \| \| \| \| \| \| \| \| \| 23. Елизабета Угарска \| \| \| \| \| \| \| \| \| \| \| \| \| \| \| \| \| \| \| \| \| \| \| \| \| \| \| \| \| \| \| \| \| \| \| \| \| \| \| \| \| \| \| \| \| \| \| \| \| \| \| \| \| \| \| \| \| \| \| \| \| \| \| \| \| \| \| \| \| \| \| \| 1. Пшемисл II \| \| \| \| \| \| \| \| \| \| \| \| \| \| \| \| \| \| \| \| \| \| \| \| \| \| \| \| \| \| \| \| \| \| \| \| \| \| \| \| \| \| \| \| \| \| \| \| \| \| \| \| \| \| \| \| \| \| \| \| \| \| \| \| \| \| \| \| \| \| \| \| 24. Болеслав I Високи, војвода од Вроцлава \| \| \| \| \| \| \| \| \| \| \| \| \| \| \| \| \| \| \| \| \| \| \| \| \| \| \| \| \| \| \| \| \| \| \| \| \| \| \| \| \| \| \| \| \| \| \| \| \| \| \| \| \| \| \| \| \| \| \| \| \| \| \| \| \| \| \| \| \| \| \| \| 12. Хенрик I Пјаст,[10] велики војвода Пољске \| \| \| \| \| \| \| \| \| \| \| \| \| \| \| \| \| \| \| \| \| \| \| \| \| \| \| \| \| \| \| \| \| \| \| \| \| \| \| \| \| \| \| \| \| \| \| \| \| \| \| \| \| \| \| \| \| \| \| \| \| \| \| \| \| \| \| \| \| \| \| \| 25. Кристина \| \| \| \| \| \| \| \| \| \| \| \| \| \| \| \| \| \| \| \| \| \| \| \| \| \| \| \| \| \| \| \| \| \| \| \| \| \| \| \| \| \| \| \| \| \| \| \| \| \| \| \| \| \| \| \| \| \| \| \| \| \| \| \| \| \| \| \| \| \| \| \| 6. Хенрик II Пјаст,[10] велики војвода Пољске \| \| \| \| \| \| \| \| \| \| \| \| \| \| \| \| \| \| \| \| \| \| \| \| \| \| \| \| \| \| \| \| \| \| \| \| \| \| \| \| \| \| \| \| \| \| \| \| \| \| \| \| \| \| \| \| \| \| \| \| \| \| \| \| \| \| \| \| \| \| \| \| 26. Бертолд IV, гроф од Мераније \| \| \| \| \| \| \| \| \| \| \| \| \| \| \| \| \| \| \| \| \| \| \| \| \| \| \| \| \| \| \| \| \| \| \| \| \| \| \| \| \| \| \| \| \| \| \| \| \| \| \| \| \| \| \| \| \| \| \| \| \| \| \| \| \| \| \| \| \| \| \| \| 13. Јадвига Шлеска[10] \| \| \| \| \| \| \| \| \| \| \| \| \| \| \| \| \| \| \| \| \| \| \| \| \| \| \| \| \| \| \| \| \| \| \| \| \| \| \| \| \| \| \| \| \| \| \| \| \| \| \| \| \| \| \| \| \| \| \| \| \| \| \| \| \| \| \| \| \| \| \| \| 27. Агнес од Рохлица \| \| \| \| \| \| \| \| \| \| \| \| \| \| \| \| \| \| \| \| \| \| \| \| \| \| \| \| \| \| \| \| \| \| \| \| \| \| \| \| \| \| \| \| \| \| \| \| \| \| \| \| \| \| \| \| \| \| \| \| \| \| \| \| \| \| \| \| \| \| \| \| 3. Елизабета од Вроцлава \| \| \| \| \| \| \| \| \| \| \| \| \| \| \| \| \| \| \| \| \| \| \| \| \| \| \| \| \| \| \| \| \| \| \| \| \| \| \| \| \| \| \| \| \| \| \| \| \| \| \| \| \| \| \| \| \| \| \| \| \| \| \| \| \| \| \| \| \| \| \| \| 28. Владислав II, војвода Бохемије \| \| \| \| \| \| \| \| \| \| \| \| \| \| \| \| \| \| \| \| \| \| \| \| \| \| \| \| \| \| \| \| \| \| \| \| \| \| \| \| \| \| \| \| \| \| \| \| \| \| \| \| \| \| \| \| \| \| \| \| \| \| \| \| \| \| \| \| \| \| \| \| 14. Отакар I Пшемисл,[10] краљ Бохемије \| \| \| \| \| \| \| \| \| \| \| \| \| \| \| \| \| \| \| \| \| \| \| \| \| \| \| \| \| \| \| \| \| \| \| \| \| \| \| \| \| \| \| \| \| \| \| \| \| \| \| \| \| \| \| \| \| \| \| \| \| \| \| \| \| \| \| \| \| \| \| \| 29. Јудита од Тирингије \| \| \| \| \| \| \| \| \| \| \| \| \| \| \| \| \| \| \| \| \| \| \| \| \| \| \| \| \| \| \| \| \| \| \| \| \| \| \| \| \| \| \| \| \| \| \| \| \| \| \| \| \| \| \| \| \| \| \| \| \| \| \| \| \| \| \| \| \| \| \| \| 7. Ана Пшемисл[10] \| \| \| \| \| \| \| \| \| \| \| \| \| \| \| \| \| \| \| \| \| \| \| \| \| \| \| \| \| \| \| \| \| \| \| \| \| \| \| \| \| \| \| \| \| \| \| \| \| \| \| \| \| \| \| \| \| \| \| \| \| \| \| \| \| \| \| \| \| \| \| \| 30. Бела III, краљ Угарске \| \| \| \| \| \| \| \| \| \| \| \| \| \| \| \| \| \| \| \| \| \| \| \| \| \| \| \| \| \| \| \| \| \| \| \| \| \| \| \| \| \| \| \| \| \| \| \| \| \| \| \| \| \| \| \| \| \| \| \| \| \| \| \| \| \| \| \| \| \| \| \| 15. Констанца Угарска[10] \| \| \| \| \| \| \| \| \| \| \| \| \| \| \| \| \| \| \| \| \| \| \| \| \| \| \| \| \| \| \| \| \| \| \| \| \| \| \| \| \| \| \| \| \| \| \| \| \| \| \| \| \| \| \| \| \| \| \| \| \| \| \| \| \| \| \| \| \| \| \| \| 31. Агнеса од Антиохије \| \| \| \| \| \| \| \| \| \| \| \| \| \| \| \| \| \| \| \| \| \| \| \| \| \| \| \| \| \| \| \| \| \| \| \| \| \| \| \| \| \| \| \| \| \| \| \| \| \| \| \| |                                             |  |  |  |  |  |  |  |  |  |  |  |                                             |  |  |  |
| |                                             |  |  |  |  |  |  |  |  |  |  |  | 16. Мјешко III Пјаст, велики војвода Пољске |  |  |  |
| |                                             |  |  |  |  |  |  |  |  |  |  |  |                                             |  |  |  |
| |                                             |  |  |  |  |  |  |  |  |  |  |  |                                             |  |  |  |
| |                                             |  |  |  |  |  |  |  |  |  |  |  |                                             |  |  |  |
| | 8. Одон од Познања                          |  |  |  |  |  |  |  |  |  |  |  |                                             |  |  |  |
| |                                             |  |  |  |  |  |  |  |  |  |  |  |                                             |  |  |  |
| |                                             |  |  |  |  |  |  |  |  |  |  |  |                                             |  |  |  |
| |                                             |  |  |  |  |  |  |  |  |  |  |  |                                             |  |  |  |
| | 17. Елизабета Угарска                       |  |  |  |  |  |  |  |  |  |  |  |                                             |  |  |  |
| |                                             |  |  |  |  |  |  |  |  |  |  |  |                                             |  |  |  |
| |                                             |  |  |  |  |  |  |  |  |  |  |  |                                             |  |  |  |
| |                                             |  |  |  |  |  |  |  |  |  |  |  |                                             |  |  |  |
| | 4. Владислав Одонић, војвода Великопољске   |  |  |  |  |  |  |  |  |  |  |  |                                             |  |  |  |
| |                                             |  |  |  |  |  |  |  |  |  |  |  |                                             |  |  |  |
| |                                             |  |  |  |  |  |  |  |  |  |  |  |                                             |  |  |  |
| |                                             |  |  |  |  |  |  |  |  |  |  |  |                                             |  |  |  |
| | 18. Јарослав, кнез Халича                   |  |  |  |  |  |  |  |  |  |  |  |                                             |  |  |  |
| |                                             |  |  |  |  |  |  |  |  |  |  |  |                                             |  |  |  |
| |                                             |  |  |  |  |  |  |  |  |  |  |  |                                             |  |  |  |
| |                                             |  |  |  |  |  |  |  |  |  |  |  |                                             |  |  |  |
| | 9. Вјачеслава од Халича                     |  |  |  |  |  |  |  |  |  |  |  |                                             |  |  |  |
| |                                             |  |  |  |  |  |  |  |  |  |  |  |                                             |  |  |  |
| |                                             |  |  |  |  |  |  |  |  |  |  |  |                                             |  |  |  |
| |                                             |  |  |  |  |  |  |  |  |  |  |  |                                             |  |  |  |
| | 19. Олга од Кијева                          |  |  |  |  |  |  |  |  |  |  |  |                                             |  |  |  |
| |                                             |  |  |  |  |  |  |  |  |  |  |  |                                             |  |  |  |
| |                                             |  |  |  |  |  |  |  |  |  |  |  |                                             |  |  |  |
| |                                             |  |  |  |  |  |  |  |  |  |  |  |                                             |  |  |  |
| | 2. Пшемисл I, војвода Великопољске          |  |  |  |  |  |  |  |  |  |  |  |                                             |  |  |  |
| |                                             |  |  |  |  |  |  |  |  |  |  |  |                                             |  |  |  |
| |                                             |  |  |  |  |  |  |  |  |  |  |  |                                             |  |  |  |
| |                                             |  |  |  |  |  |  |  |  |  |  |  |                                             |  |  |  |
| | 20. Собјеслав I, војвода од Помераније      |  |  |  |  |  |  |  |  |  |  |  |                                             |  |  |  |
| |                                             |  |  |  |  |  |  |  |  |  |  |  |                                             |  |  |  |
| |                                             |  |  |  |  |  |  |  |  |  |  |  |                                             |  |  |  |
| |                                             |  |  |  |  |  |  |  |  |  |  |  |                                             |  |  |  |
| | 10. Мстивој I, војвода од Помераније        |  |  |  |  |  |  |  |  |  |  |  |                                             |  |  |  |
| |                                             |  |  |  |  |  |  |  |  |  |  |  |                                             |  |  |  |
| |                                             |  |  |  |  |  |  |  |  |  |  |  |                                             |  |  |  |
| |                                             |  |  |  |  |  |  |  |  |  |  |  |                                             |  |  |  |
| | 21. Мирослава                               |  |  |  |  |  |  |  |  |  |  |  |                                             |  |  |  |
| |                                             |  |  |  |  |  |  |  |  |  |  |  |                                             |  |  |  |
| |                                             |  |  |  |  |  |  |  |  |  |  |  |                                             |  |  |  |
| |                                             |  |  |  |  |  |  |  |  |  |  |  |                                             |  |  |  |
| | 5. Јадвига                                  |  |  |  |  |  |  |  |  |  |  |  |                                             |  |  |  |
| |                                             |  |  |  |  |  |  |  |  |  |  |  |                                             |  |  |  |
| |                                             |  |  |  |  |  |  |  |  |  |  |  |                                             |  |  |  |
| |                                             |  |  |  |  |  |  |  |  |  |  |  |                                             |  |  |  |
| | 22. Мјешко III Пјаст, велики војвода Пољске |  |  |  |  |  |  |  |  |  |  |  |                                             |  |  |  |
| |                                             |  |  |  |  |  |  |  |  |  |  |  |                                             |  |  |  |
| |                                             |  |  |  |  |  |  |  |  |  |  |  |                                             |  |  |  |
| |                                             |  |  |  |  |  |  |  |  |  |  |  |                                             |  |  |  |
| | 11. Звинаслава Великопољска                 |  |  |  |  |  |  |  |  |  |  |  |                                             |  |  |  |
| |                                             |  |  |  |  |  |  |  |  |  |  |  |                                             |  |  |  |
| |                                             |  |  |  |  |  |  |  |  |  |  |  |                                             |  |  |  |
| |                                             |  |  |  |  |  |  |  |  |  |  |  |                                             |  |  |  |
| | 23. Елизабета Угарска                       |  |  |  |  |  |  |  |  |  |  |  |                                             |  |  |  |
| |                                             |  |  |  |  |  |  |  |  |  |  |  |                                             |  |  |  |
| |                                             |  |  |  |  |  |  |  |  |  |  |  |                                             |  |  |  |
| |                                             |  |  |  |  |  |  |  |  |  |  |  |                                             |  |  |  |
| | 1. Пшемисл II                               |  |  |  |  |  |  |  |  |  |  |  |                                             |  |  |  |
| |                                             |  |  |  |  |  |  |  |  |  |  |  |                                             |  |  |  |
| |                                             |  |  |  |  |  |  |  |  |  |  |  |                                             |  |  |  |
| |                                             |  |  |  |  |  |  |  |  |  |  |  |                                             |  |  |  |
| | 24. Болеслав I Високи, војвода од Вроцлава  |  |  |  |  |  |  |  |  |  |  |  |                                             |  |  |  |
| |                                             |  |  |  |  |  |  |  |  |  |  |  |                                             |  |  |  |
| |                                             |  |  |  |  |  |  |  |  |  |  |  |                                             |  |  |  |
| |                                             |  |  |  |  |  |  |  |  |  |  |  |                                             |  |  |  |
| | 12. Хенрик I Пјаст, велики војвода Пољске   |  |  |  |  |  |  |  |  |  |  |  |                                             |  |  |  |
| |                                             |  |  |  |  |  |  |  |  |  |  |  |                                             |  |  |  |
| |                                             |  |  |  |  |  |  |  |  |  |  |  |                                             |  |  |  |
| |                                             |  |  |  |  |  |  |  |  |  |  |  |                                             |  |  |  |
| | 25. Кристина                                |  |  |  |  |  |  |  |  |  |  |  |                                             |  |  |  |
| |                                             |  |  |  |  |  |  |  |  |  |  |  |                                             |  |  |  |
| |                                             |  |  |  |  |  |  |  |  |  |  |  |                                             |  |  |  |
| |                                             |  |  |  |  |  |  |  |  |  |  |  |                                             |  |  |  |
| | 6. Хенрик II Пјаст, велики војвода Пољске   |  |  |  |  |  |  |  |  |  |  |  |                                             |  |  |  |
| |                                             |  |  |  |  |  |  |  |  |  |  |  |                                             |  |  |  |
| |                                             |  |  |  |  |  |  |  |  |  |  |  |                                             |  |  |  |
| |                                             |  |  |  |  |  |  |  |  |  |  |  |                                             |  |  |  |
| | 26. Бертолд IV, гроф од Мераније            |  |  |  |  |  |  |  |  |  |  |  |                                             |  |  |  |
| |                                             |  |  |  |  |  |  |  |  |  |  |  |                                             |  |  |  |
| |                                             |  |  |  |  |  |  |  |  |  |  |  |                                             |  |  |  |
| |                                             |  |  |  |  |  |  |  |  |  |  |  |                                             |  |  |  |
| | 13. Јадвига Шлеска                          |  |  |  |  |  |  |  |  |  |  |  |                                             |  |  |  |
| |                                             |  |  |  |  |  |  |  |  |  |  |  |                                             |  |  |  |
| |                                             |  |  |  |  |  |  |  |  |  |  |  |                                             |  |  |  |
| |                                             |  |  |  |  |  |  |  |  |  |  |  |                                             |  |  |  |
| | 27. Агнес од Рохлица                        |  |  |  |  |  |  |  |  |  |  |  |                                             |  |  |  |
| |                                             |  |  |  |  |  |  |  |  |  |  |  |                                             |  |  |  |
| |                                             |  |  |  |  |  |  |  |  |  |  |  |                                             |  |  |  |
| |                                             |  |  |  |  |  |  |  |  |  |  |  |                                             |  |  |  |
| | 3. Елизабета од Вроцлава                    |  |  |  |  |  |  |  |  |  |  |  |                                             |  |  |  |
| |                                             |  |  |  |  |  |  |  |  |  |  |  |                                             |  |  |  |
| |                                             |  |  |  |  |  |  |  |  |  |  |  |                                             |  |  |  |
| |                                             |  |  |  |  |  |  |  |  |  |  |  |                                             |  |  |  |
| | 28. Владислав II, војвода Бохемије          |  |  |  |  |  |  |  |  |  |  |  |                                             |  |  |  |
| |                                             |  |  |  |  |  |  |  |  |  |  |  |                                             |  |  |  |
| |                                             |  |  |  |  |  |  |  |  |  |  |  |                                             |  |  |  |
| |                                             |  |  |  |  |  |  |  |  |  |  |  |                                             |  |  |  |
| | 14. Отакар I Пшемисл, краљ Бохемије         |  |  |  |  |  |  |  |  |  |  |  |                                             |  |  |  |
| |                                             |  |  |  |  |  |  |  |  |  |  |  |                                             |  |  |  |
| |                                             |  |  |  |  |  |  |  |  |  |  |  |                                             |  |  |  |
| |                                             |  |  |  |  |  |  |  |  |  |  |  |                                             |  |  |  |
| | 29. Јудита од Тирингије                     |  |  |  |  |  |  |  |  |  |  |  |                                             |  |  |  |
| |                                             |  |  |  |  |  |  |  |  |  |  |  |                                             |  |  |  |
| |                                             |  |  |  |  |  |  |  |  |  |  |  |                                             |  |  |  |
| |                                             |  |  |  |  |  |  |  |  |  |  |  |                                             |  |  |  |
| | 7. Ана Пшемисл                              |  |  |  |  |  |  |  |  |  |  |  |                                             |  |  |  |
| |                                             |  |  |  |  |  |  |  |  |  |  |  |                                             |  |  |  |
| |                                             |  |  |  |  |  |  |  |  |  |  |  |                                             |  |  |  |
| |                                             |  |  |  |  |  |  |  |  |  |  |  |                                             |  |  |  |
| | 30. Бела III, краљ Угарске                  |  |  |  |  |  |  |  |  |  |  |  |                                             |  |  |  |
| |                                             |  |  |  |  |  |  |  |  |  |  |  |                                             |  |  |  |
| |                                             |  |  |  |  |  |  |  |  |  |  |  |                                             |  |  |  |
| |                                             |  |  |  |  |  |  |  |  |  |  |  |                                             |  |  |  |
| | 15. Констанца Угарска                       |  |  |  |  |  |  |  |  |  |  |  |                                             |  |  |  |
| |                                             |  |  |  |  |  |  |  |  |  |  |  |                                             |  |  |  |
| |                                             |  |  |  |  |  |  |  |  |  |  |  |                                             |  |  |  |
| |                                             |  |  |  |  |  |  |  |  |  |  |  |                                             |  |  |  |
| | 31. Агнеса од Антиохије                     |  |  |  |  |  |  |  |  |  |  |  |                                             |  |  |  |
| |                                             |  |  |  |  |  |  |  |  |  |  |  |                                             |  |  |  |
| |                                             |  |  |  |  |  |  |  |  |  |  |  |                                             |  |  |  |